# K.G. Nilson
Karl Gustaf Nilson, född 23 januari 1942 i Falun, är en svensk målare och grafiker.
KG Nilson utbildade sig på Valands konstskola i Göteborg 1961, vid Atelier 17 i Paris 1962 och vid Kungliga Konsthögskolan i Stockholm 1963-1968. Han har även studerat estetik, konst- och litteraturhistoria vid Uppsala universitet och tog 1966 en fil.kand.-examen. Han har även varit lärare på Konstfack i Stockholm och undervisat i färglära 1972-1983. Åren 1983-1993 var han professor i grafisk konst vid Kungliga Konsthögskolan.
Han har skrivit flera böcker om färg och utarbetat sin egen färgteori som bland annat publicerades först i boken "Färglära" 1982. Boken på många konstutbildningar och kom i nyupplaga 2018 under namnet "Om färg".
Han är bosatt på Österlen och tidigare i Johan Skyttes hus i Stockholm. Han är gift med konstnären Ann Makander och paret driver tillsammans Bästekille konsthall på Österlen.
KG Nilson är representerad på Moderna museet och Nationalmuseum i Stockholm, Kalmar konstmuseum, Nordiska Akvarellmuseet, Norrköpings konstmuseum och andra museer i Sverige, i Örebro läns landsting på Amos Andersons konstmuseum i Helsingfors, Muzeum Sztuki i Łódź, British Museum i London och Kupferstichkabinett i Dresden.

## Offentliga arbeten
KG Nilson utförde 1998 två arbeten för Sveriges riksdag, i form av en valurna och ett röstskrin.

## Separatutställningar i urval
- 1962 Dalarnas museum, Falun
- 1971 Konsthallen, Uppsala
- 1972 Norrköpings Konstmuseum
- 1978 Rosenthal, Selb, Västtyskland (tillsammans med Eric H. Olson)
- 1979 Konstnärshuset, Stockholm
- 1980 Centre Culturel Suédois, Paris
- 1981 Jakobsbergs konsthall, Järfälla kommun
- 1983 Norrköpings konstmuseum
- 1985 Konstnärshuset, Stockholm och Stadsmuseet, Östersund
- 1988 Galleri Sankt Olof, Norrköping vandringsutställning i Skellefteå, Örnsköldsvik och Gävle (tillsammans med Ann Makander)
- 1990 Dalarnas museum, Falun och Thielska Galleriet, Stockholm
- 1991 Bildmuseet i Umeå och Ystads konstmuseum
- 1992 Katrineholms konsthall
- 1994  Landskrona konsthall (tillsammans med Ulla Viotti) och Skissernas museum, Lund (tillsammans med Christina Stenström)
- 1995 Smålands konstarkiv, Värnamo (tillsammans med Ann Makander)
- 1998 Museum Historii Miasta Łódź, Polen och Konsthallen Hishult
- 1999 Retrospektiv utställning på Liljevalchs konsthall, Stockholm
- 2000 Lunds konsthall och Enköpings konsthall
- 2001 Stadsmuseet Ahlbergshallen, Östersund
- 2002 Växjö konsthall, Nordiska Akvarellmuseet, Skärhamn, Tomelilla konsthall och Västerås Konstmuseum.
- 2003 Konsthallen Hishult
- 2004 Konstens hus, Luleå, Grafiska Sällskapets galleri, Stockholm, Galleri Astley, Uttersberg och Galleri SE, Falun.
- 2005 Konstakademien i Stockholm
- 2014 Sven-Harrys konstmuseum, Stockholm
- 2015 Galerie Leger, Malmö